# L 3/35
El Carro Veloce 35 o CV 35, reanomenat l'any 1938 com a Carro Armato Leggero 3/35 o L 3/35 va ser una tanqueta d'origen italià. Durant el període d'entreguerres era considerat un tanc ràpid i estava dissenyat per poder-se moure a bona velocitat per tota mena de terreny, i especialment per muntanya fent tasques de reconeixement o suport a la infanteria.
El CV 35 era el tercer model d'una sèrie de blindats basats en el tanc britànic Carden-Loyd Mk VI. La primera versió fou el Carro Veloce 29, que va servir com a prova. Posteriorment es produiria el model 33 i finalment l'any 1935 apareixeria el CV 35, que seria fabricat per Ansaldo, una potent companyia siderúrgica, i Fiat. Els dos models, 33 i 35, serien fabricats en grans nombres, arribant a una producció d'unes 2.800 unitats entre els dos l'any 1936.
La versatilitat del CV 35 el va fer esdevenir la columna vertebral de les forces blindades italianes fins als anys 1939-1940, quan es van començar a produir tancs mitjans, però perduraria en servei fins a l'any 1944. Durant aquest període d'activitat seria utilitzat a la Segona Guerra Italo-Etíop, la Guerra Civil Espanyola, participant en les principals ofensives del CTV, i a diversos fronts de la Segona Guerra Mundial, sobretot a les campanyes del Nord d'Àfrica i dels Balcans.

## Desenvolupament
Itàlia va ser un dels països participats de la Primera Guerra Mundial que més va tardar a fer servir i desenvolupar tancs. Això es deu bàsicament al fet que els fronts italians eren muntanyosos, poc adequats pels blindats de l'època, i també per una manca general d'interès.
El primer tanc que va aconseguir Itàlia va ser un Schneider CA1 francès, que es va provar el 1917 mentre es formava una "Oficina de tancs d'assalt" per estudiar la nova arma i s'aconseguien altres tancs com el Renault FT-17. Amb aquesta experiència Fiat, l'empresa automobilística líder d'Itàlia, va dissenyar un tanc propi de 40 tones, el Fiat 2000, que resultaria massa pesant i poc mòbil pels fronts italians. Això, juntament amb la satisfactòria prova dels FT-17, conduiria els militars italians a interessar-se pels tancs lleugers. Al final la Gran Guerra va acabar sense que Itàlia hagués desplegat cap tanc, tot i haver aconseguit la llicència per produir els FT-17.
El 1921 es dissenyaria un nou tanc, el Fiat 3000, semblant al Renault FT-17, però que continuava sent poc pràctic pels escenaris muntanyosos que més interessaven als italians. L'autèntica renovació arribaria el 1929, quan Itàlia adquiriria un model de la tanqueta britànica de 6 tones Carden-Loyd Mk VI. D'aquest vehicle se'n van aconseguir 25 mostres, 4 de les quals fabricades per la fàbrica OTO a Itàlia. Aquests vehicles es van rearmar amb metralladores refrigerades per aigua de 6,5 mm Fiat i es van anomenar Carro Veloce 29. Aquest blindat serviria de base per la tanqueta CV 33, també anomenada L 3, fabricada per Ansaldo que s'ajustaria totalment als requeriments de l'exèrcit italià d'un vehicle capaç de moure's per entorns muntanyosos i passar per espais estrets: ponts, colls…
El 1935 es farien diverses modificacions al CV 33: s'escurçaria una mica, l'armament es substituiria per un parell de metralladores bessones de 8 mm, l'estructura canviaria lleugerament, en alguns casos el blindatge estaria cargolat en comptes de reblat... Aquest nou model seria batejat Carro Veloce Ansaldo-Fiat tipo CV 35 i esdevindria el principal tanc ràpid d'Itàlia.

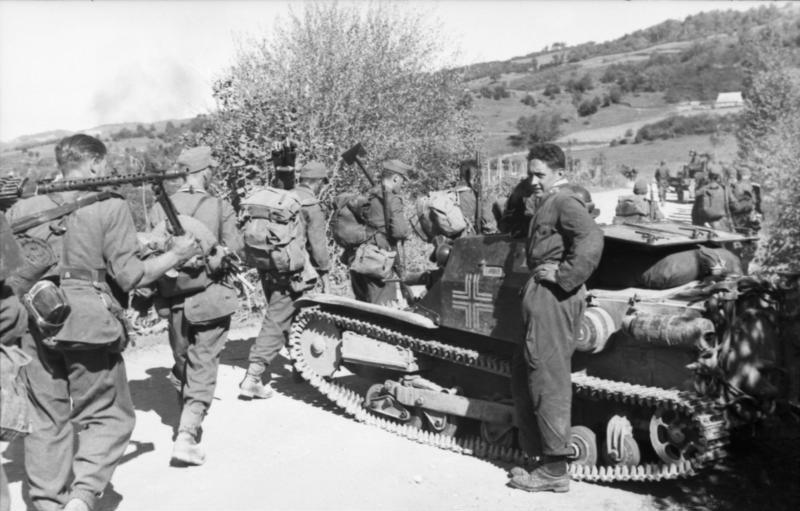
Soldats alemanys marxen per davant d'un L 3/35 a Albània l'any 1943.

## Història operativa
Tot i que principalment els CV 35 van ser usats pels italians, també se'n van exportar un nombre considerable d'unitats que van participar en conflictes no relacionats amb el Regne d'Itàlia. Sovint els estats que en compraven ho feien intentant mecanitzar els seus exèrcits sense gastar gaire diners en projectes de desenvolupament d'un tanc propi. La Xina va ser la principal importadora, amb 100 tanquetes, seguida d'Àustria i Hongria, amb 72 i 65 unitats respectivament. En menor mesura, sense superar mai la vintena, també en van adquirir: Afganistan, Albània, Bolívia, Brasil, Bulgària, Croàcia, Iraq I Veneçuela. L'Espanya franquista, per altra banda, va quedar-se amb part de les tanquetes que van fer servir el CTV durant la Guerra Civil Espanyola. Alguns dels importadors els farien servir a posteriors conflictes: la Xina a la Segona Guerra Sinojaponesa, Iraq durant la guerra angloiraquiana i Hongria a la guerra contra Eslovàquia.
El primer conflicte on van participar els Carro Veloce 35 va ser la Segona Guerra Italo-Abissínia. Al principi van ser usats inadequadament, sense suport d'infanteria, i van ser presa d'emboscades per part dels etíops, patint algunes baixes. Posteriorment els italians en perfeccionarien el desplegament, amb reconeixements previs i soldats a peu acompanyant, i van causar nombroses baixes als etíops. Les variants llançaflames van destacar especialment contra les tropes etíops atrinxerades en coves. En total es van desplegar 143 CV 35 a Eritrea i 30 a la Somàlia italiana, la majoria van ser retornats a la península Itàlica després de la guerra.

### Guerra Civil Espanyola
Amb l'esclat de la Guerra Civil Espanyola, Itàlia de seguida es va posar a favor del bàndol nacional. Per donar-los suport Mussolini enviaria CV 35, que serien dels tancs més utilitzats a la guerra. El primer enviament va ser l'agost de 1936 amb 5 tanquetes CV 35 i tripulació italiana, el primer reforç de tancs estrangers de tota la guerra. El segon enviament seria el novembre de 1936, amb dues companyies de tanquetes més. Posteriorment, el 13 de desembre de 1936, acordaria enviar unitats senceres que acabarien formant el Corpo di Truppe Volontarie. La força blindada es va anomenar el Battaglione Carri d'Assalto per Oltre Mare Spagna, el Batalló de tancs d'ultramar d'Espanya. Aquest grup s'inclouria a un conjunt més gran format per infanteria motoritzada, artilleria autopropulsada i cotxes blindats anomenada Raggruppamento Reparti Specializzati, la Unitat de Grups Especialistes. Això subjugava els CV 35 a un paper de suport a la infanteria, limitant-ne molt la mobilitat i l'efectivitat com es demostraria al camp de batalla.

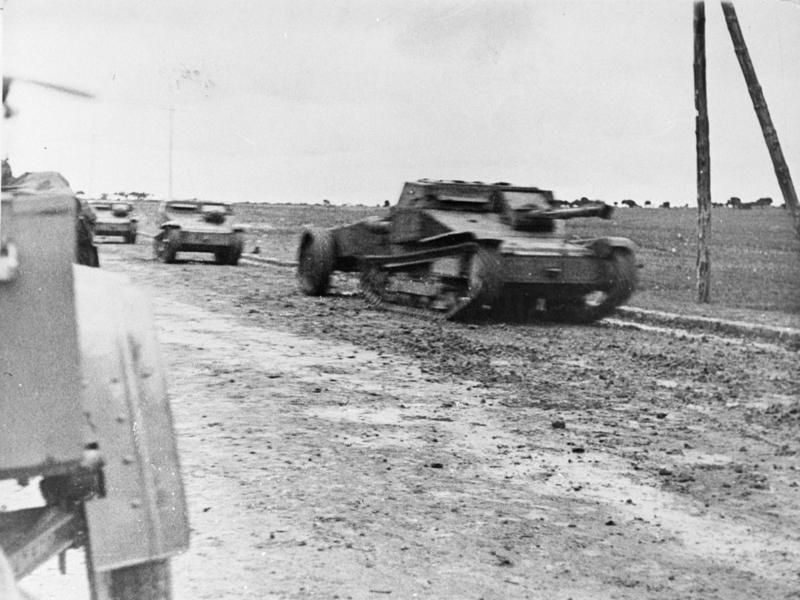
Una columna de CV 35, liderada per una variant amb llançaflames, durant la batalla de Guadalajara.

El març de 1937 la primera gran operació on van intervenir els CV 35 va començar: la batalla de Guadalajara, al nord de Madrid. Dues divisions italianes van llançar un atac amb el suport de 2 companyies de tanquetes. Durant l'enfrontament hi van haver-hi diferents topades amb tancs republicans T-26, que defensant la rereguarda amb els canons de 45 mm eren molt superiors als pobrament armats CV 35. Durant l'ofensiva els italians van perdre 5 tanquetes i 2 més van acabar greument danyades. Durant la retirada italiana, però, els tancs de Pavlov per problemes mecànics no van ser capaços d'explotar la vulnerabilitat italiana.
Posteriorment el CTV participaria en l'ofensiva contra el nord d'Espanya, contra Astúries i el País Basc, patint 7 baixes de CV 35 i mantenint la manca de potència antitancs. El RRS seria reorganitzat l'octubre de 1937 i es crearia el Raggruppamento Carristi (RC), que consistia en dos batallons de tanquetes i un batalló d'infanteria motoritzada amb dues seccions de canons antitancs. L'objectiu de la reorganització era passar les tanquetes d'un rol de suport a la infanteria a un rol de força mòbil amb capacitat antitancs. Tot i que el CTV participaria en la batalla de Terol, l'hivern de 1937-38, el nou RC no tindria oportunitat de demostrar la capacitat de combat mòbil. Més tard, el novembre de 1938, els CV 35 serien reanomenats Carro Leggero 3/35 o L 3/35.
Seria a l'ofensiva de Catalunya on el Raggruppamento Carristi, i les tanquetes L 3/33 i L 3/35, operarien al més alt nivell. Durant aquesta darrera campanya es va assignar a les columnes motoritzades italianes la punta de llança de l'ofensiva, arribant a perforar ràpidament el front 200 km.
Al final de la guerra, dels 149-157 CV 35 enviats, se'n van perdre entre 36 i 87 per pèrdues en combat i mecàniques. Alguns dels restants es van donar a l'exèrcit espanyol.

### Segona Guerra Mundial
El primer lloc enfrontament, de curta durada, on van combatre els L 3 a la Segona Guerra Mundial va ser a la invasió italiana de França. En aquesta zona alpina, ben fortificada, 9 batallons de tancs entrarien en combat, 5 dels quals organitzats en "Raggruppamento celere", grups ràpids semblants als de finals de la Guerra Civil Espanyola. El 23 de juny els tancs avançarien per una zona a 2.000 m d'altitud, però aviat van quedar encallats a les defenses franceses i van patir 4 tancs per mines i 2 per artilleria. El 24 de juny els L 3 van aconseguir trencar el front i capturar un poble a costa de 2 tancs perduts per culpa de mines i aquest mateix dia es firmaria l'armistici que entraria en efecte l'endemà, 25 de juny.

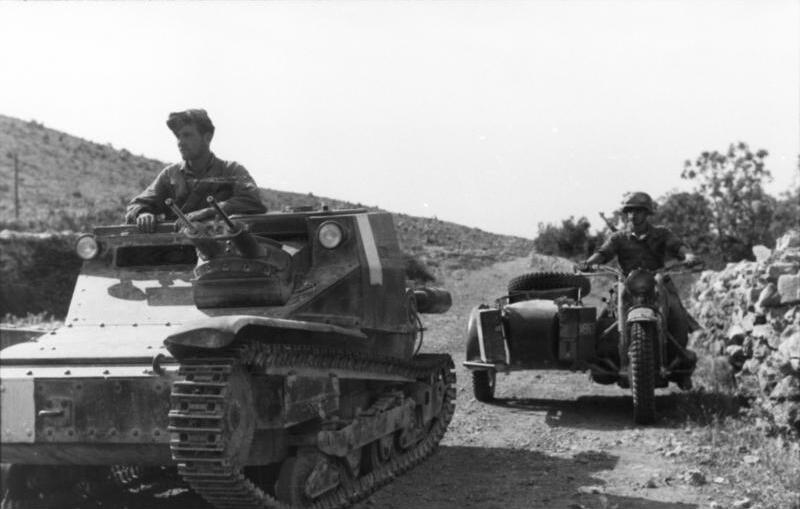
Una tanqueta L 3/35 seguida d'una moto amb sidecar avançant pels Balcans.

El següent front on van participar els L 3 va ser al nord d'Àfrica. Fent llargues marxes en un entorn desèrtic, molt diferent pel qual havia estat dissenyat, i amb una pobre logística, els L 3 eren poc fiables. A més a més, els tancs Cruiser i Matilda britànics estaven molt millor blindats i armats i això va provocar que servissin de ben poc.
A la campanya dels Balcans el rendiment dels L 3 va ser molt divers. Mentre que a Iugoslàvia els L 3 que avançaven pel nord van poder ocupar molt territori ràpidament, a Grècia la punta de llança de l'ofensiva quedaria estancada i seria repel·lida, tot i haver-hi 170 L 3, 37 dels quals en la seva variant llançaflames de la divisió Centauro.
Finalment, el juny de 1941, 60 L 3 van ser enviats al front oriental el desembre d'aquell mateix any només en restaven una dotzena després d'un avenç de 1.400 km per la zona d'Ucraïna.
Després de la rendició del Regne d'Itàlia, el Heer s'apropiaria de bona part dels tancs i tanquetes.

## Característiques

### Blindatge i distribució
L'estructura dels blindats L 3/35 constava d'un casc, una simple caixa de xapa d'acer reblada, amb una torreta quadrada fixa (casamata) muntada a sobre, feta també de xapes d'acer fixades amb reblons. El blindatge frontal estava força inclinat excepte a la torreta, fet que permetia rebotar les bales més fàcilment. Per contra, al darrere i als laterals el blindatge no oferia cap angle. L'espessor variava segons la posició: al frontal hi havia 13,5 mm de xapa, que posteriorment s'incrementaria a 15 mm, als laterals hi havia 8,5 mm, i més tard 9 mm, i al sostre i a sota hi havia 6 mm.
Internament, la tanqueta estava dividida en 3 compartiments: el del radiador, al darrere de tot, el del motor i el dipòsit, enmig, i al frontal el de combat. La tripulació, comandant/metrallador i conductor, anaven al compartiment de combat, a esquerra i dreta, respectivament. Per entrar al blindat, els tripulants, tenien dues grans escotilles al sostre de la torreta. En cas de necessitar reparació o manteniment, el compartiment de motor s'hi podia accedir via dues portelles que tenia a sobre.

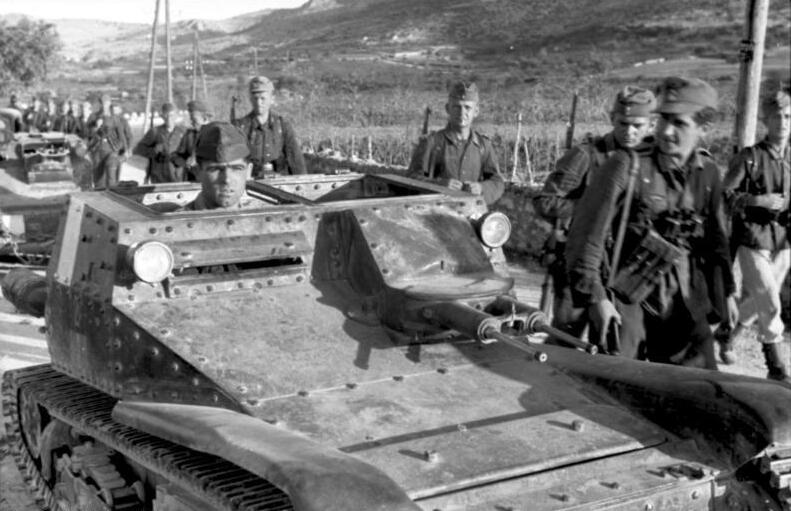
Detall del frontal d'un CV 35, desplegat als Balcans, on es poden apreciar les espitlleres i les dues metralladores Fiat 35.

Per poder-s'hi veure, la tripulació disposava d'un gran visor frontal pel conductor, en alguns casos un visor frontal pel metrallador i dos visors als laterals i al darrere de la casamata.
Les dimensions de l'L 3/35 diferien una mica de les de l'L 3. Feia 3,15 m de llarg, respecte als 3,2 del CV-33, tenia una amplada d'1,5 m i una alçada d'1,3 m.

### Armament
L'armament del CV 35 estava operat pel comandant i eren un parell de metralladores bessones Fiat M35, o Fiat-Revelli Modello 1935, que gastaven munició de 8 x 59 mm i per les quals transportaven 2.170 cartutxos, posteriorment 3.200. La muntura de les armes els permetia girar 12º als laterals amb una elevació de fins a 27º.
Aquestes metralladores eren fabricades per Fiat-Revelli i es van dissenyar l'any 1934 com a actualització de la Fiat–Revelli Modello 1914, la principal metralladora italiana de la Primera Guerra Mundial. Cada metralladora feia 1.270 mil·límetres de llarg, amb el canó de 654 mm, i pesava 22,6 kg descarregada.
El mecanisme funcionava per retrocés retardat, estava alimentada per cinta i es refrigerava per aire. La cadència de foc era de 600 trets per minut, amb un abast efectiu de 1000 m. Per no encasquetar-se requeria que els cartutxos estiguessin lubricats, a causa d'aquesta dependència de lubrificació era una metralladora poc fiable.

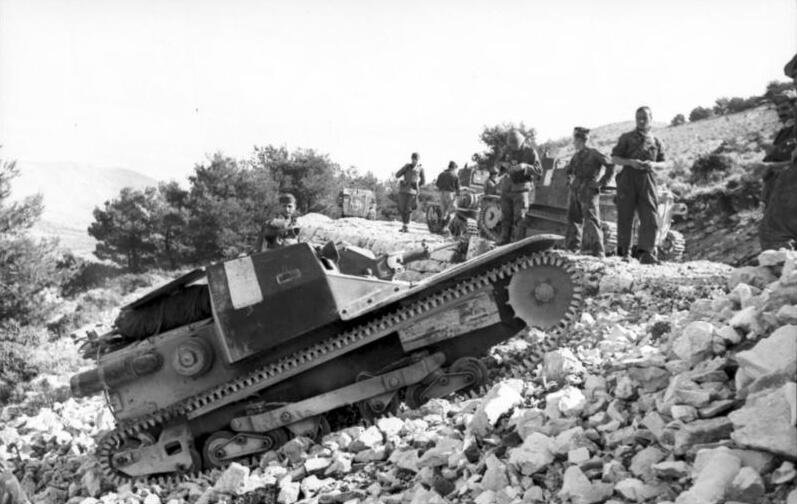
Un L 3/35 superant un fort pendent a Grècia l'any 1943.

A algunes de les variants es va canviar l'armament substituint les metralladores per un fusell antitancs, un llançaflames…

### Sistema motor
Els L 3/35 estaven impulsats per un motor de gasolina de quatre temps amb 4 cilindres en línia refrigerat per aigua FIAT SPA CV 3-005. Aquest motor desenvolupava una potència normal de 43 CV (32 kW) a 2.400 rpm i tenia una cilindrada de 2,746 cc. Aquest motor s'havia d'arrencar amb una manovella des de fora, al darrere, o des de dins del compartiment de combat, al darrere dels seients, de manera incòmoda.
Aquest motor anava connectat a una transmissió que disposava d'un embragatge i una caixa de canvis que permetia anar a 8 velocitats, 4 de normals i 4 de menors amb reductora. La transmissió donava potència a la roda tractora del davant, feta d'acer, que impulsava l'eruga. La roda del darrere, de bronze, servia per ajustar la cadena. Les suspensions eren dos bogis arquejats per banda, a més a més d'una roda de suport. Cada bogi tenia tres rodes, connectades per molles laminades, i el conjunt anava fixat al casc mitjançant un bastidor longitudinal. A la part superior de l'eruga no hi havia cap corró de retorn i s'aguantaven amb un travesser de fusta d'acàcia. Les baules de la cadena feien 19 cm d'amplada i n'hi havia 72 peces, amb 72 unions i sustentaven el xassís del vehicle a 32 cm del terra.

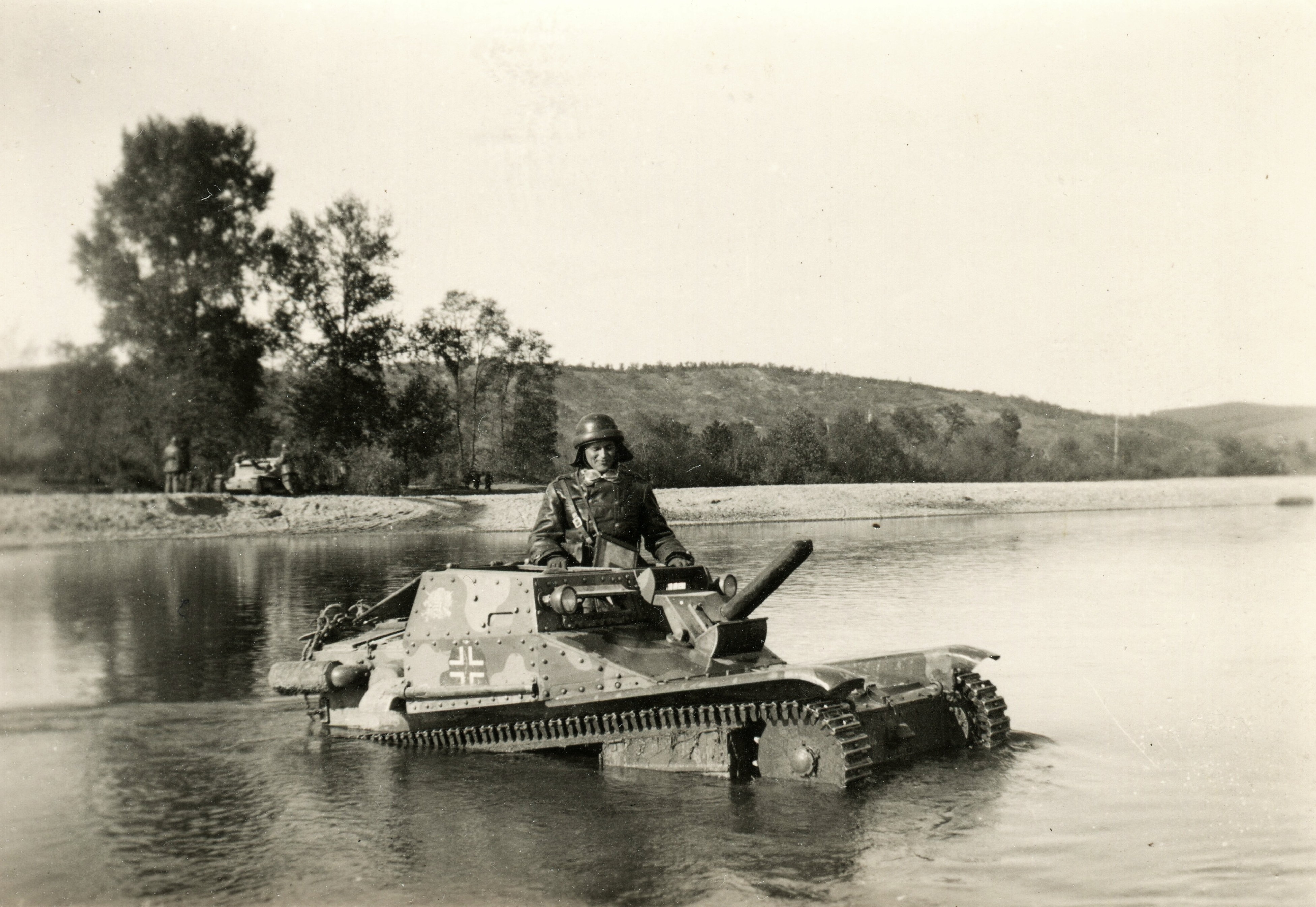
Una tanqueta L 3/35 hongaresa, amb l'armament modificat, travessant un riu l'any 1940.

Tota la tanqueta es dirigia amb dues palanques de direcció, amb frens, a més a més d'un altre pedal de fre. El conjunt permetia que l'L 3/35 arribés a assolir velocitats de 42 km/h per carretera amb una autonomia de 150 km. Camp a través la velocitat disminuïa i l'autonomia era de 6 hores en moviment. La mobilitat dels L 3/35 els permetia superar trinxeres d'1,45 m, obstacles verticals de 60 cm, i pujar pendents de 45°. Per fer un gir complet necessitaven un radi de 3 m i podien travessar obstacles aquàtics submergint-se un màxim de 0,7 m. A més a més, com que era petit, podia ser transportat per camió, llançant-se al combat des del compartiment de càrrega sense cap mena de preparació.

## Variants
El CV 35 va servir de base per a diverses variants. Algunes d'aquestes variants es van produir en massa, d'altres no van passar de la fase de prototip i unes quantes van ser modificacions de camp fetes pels soldats.

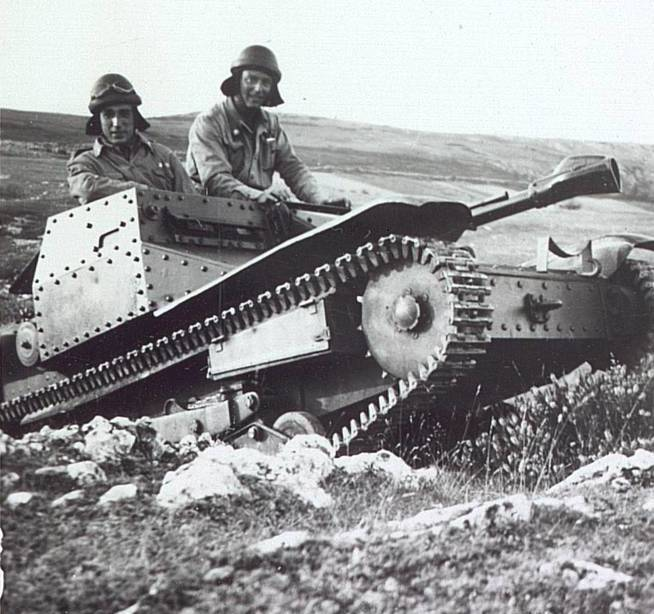
Un CV 35 lanciafiamme durant la Guerra Civil espanyola.

### L 3/35 lanciafiamme
El 1935, amb l'èxit dels llançaflames a la Segona Guerra Italo-Etíop, es va iniciar la producció d'una variant amb un llançaflames, del qual se n'acabarien fent 4 models que s'anomenarien: L 3/35 lanciafiamme o 'lf'. El primer model estava equipat amb una metralladora i al costat un llançaflames amb un abast efectiu de 50 m pel qual duia 520 litres de fuel a un tràiler de dues rodes que estirava al darrere connectat al tanc per un tub corrugat. Les altres versions duien un dipòsit de fuel cilíndric de 60 litres sobre el motor o diversos cilindres prismàtics dintre i fora del compartiment de la tripulació. Aquestes últimes versions van demostrar ser molt vulnerables i difícils d'utilitzar i es van retirar de primera línia aviat, tot i que es farien servir a la Guerra Civil Espanyola i al setge de Tobruk.

### L 3/35 radio
Variant de comandament/telecomunicacions anomenat L 3/35 r (de ràdio), que podia anar armada o no. Disponibles en poca quantitat, duien una ràdio Marelli RF 3 CV o RF 1 CA i finalment ràdios alemanyes Siemens.

### L 3/35 zappatore i de recuperació
Tot i que va ser poc produïda, i mai va entrar en combat, van existir dues variants d'un vehicle llançaponts. Aquesta variant duia un pont de tipus tisora muntat a sobre que permetia a altres tancs lleugers travessar trinxeres o obstacles de fins a 7 m, o superar talussos verticals de 4 m. El pont de tisora va ser dissenyat per poder-se col·locar automàticament, sense que la tripulació hagués de sortir del tanc.
Una altra variant de recuperació, que duia un ganxo al darrere per arrossegar blindats avariats, també es va arribar a fabricar en poques quantitats, tot i que, igual que les anteriors, no va arribar a entrar en combat.

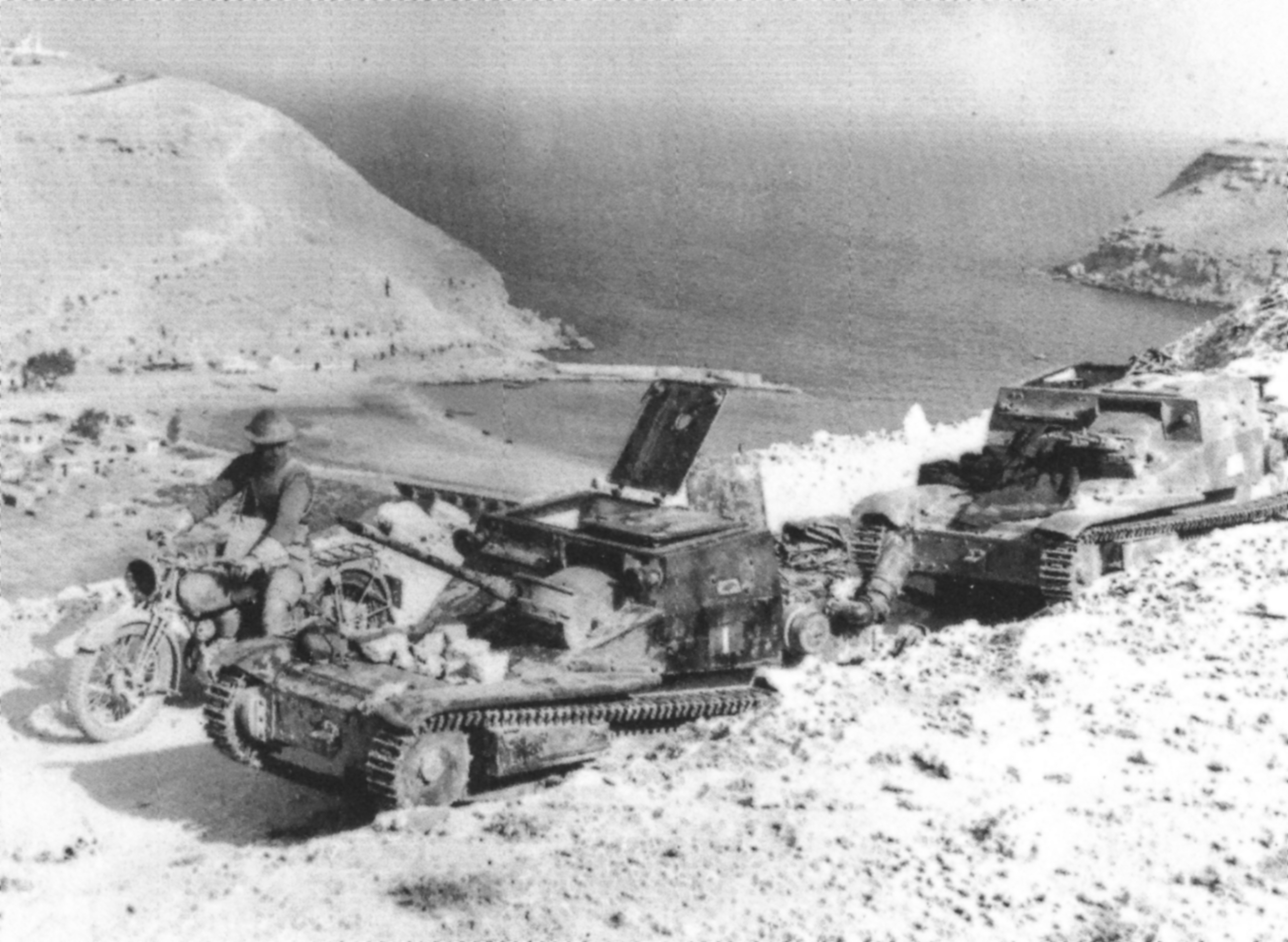
Tanquetes L 3 capturades per tropes de la Commonwealth. El model de l'esquerra és una modificació equipada amb un fusell antitancs Solothurn de 20 mm.

### Altres
Oficialment es van fer més proves amb els tancs L 3: una variant llançafum, que arrossegava un tràiler, una variant controlada remotament per a demolicions, una altra prova amb un L 3 armat amb un canó antitancs, una variant aerotransportada per un trimotor Savoia-Marchetti SM.82, per dur les tanquetes d'Itàlia al Nord d'Àfrica…. Però cap d'aquestes variants van passar de la fase de prototip.
Serien majoritàriament les modificacions de camp, on es muntarien diverses armes als L 3, les que més èxit tindrien. Entre el 1940 i el 1941, el LXI Battaglione carri L, va equipar alguns dels seus L 3 amb fusells antitancs Solothurn de 20 mm. En altres models s'hi va equipar un morter Brixia model 35 de 45 mm, que podia servir per bombardejar o desplegar cortines de fum. Aquestes modificacions es van afegir als XXI i LXI batallons el novembre de 1940 i s'hi va afegir una tercera modificació de camp, on es substituïen les dues metralladores bessones per una metralladora pesant d'aviació Breda-Safat de 12,7 mm.